# Mika Myllylä
Mika Myllylä (12. září 1969 Haapajärvi, Finsko - 5. července 2011 Kokkola, Finsko) byl finský běžec na lyžích, držitel jedné zlaté, jedné stříbrné a čtyř bronzových medailí z olympijských her. Byl také čtyřnásobným mistrem světa a držitelem tří stříbrných a dvou bronzových medailí z tohoto podniku.
V roce 2001 na mistrovství světa na domácí půdě v Lahti bylo odhaleno, že podobně jako další členové finské reprezentace, mimo jiné hvězdy Jari Isometsä a Harri Kirvesniemi, používal HES - plasmaexpander, který maskuje užití jiných nedovolených látek, zejména erytropoetinu. Myllylä dostal od Mezinárodní lyžařské federace dvouletý trest zákazu závodění. Po jeho vypršení se k aktivnímu lyžování vrátil, avšak bez výraznějšího úspěchu. Kariéru ukončil v roce 2005. Později přiznal, že nedovolené podpůrné látky v devadesátých letech skutečně užíval.
5. července 2011 nalezla policie jeho tělo v bytě v Kokkole, důvod smrti nebyl uveden.